# 小火車嵯峨車站
小火車嵯峨車站（トロッコ嵯峨駅）是一位於日本京都府京都市右京區，由當地的觀光鐵路業者嵯峨野觀光鐵道所經營之鐵路車站。小火車嵯峨車站是嵯峨野觀光線（原JR山陰本線舊線）的東端起站，站區其實就緊鄰著JR西日本所屬的嵯峨嵐山車站旁，因此大部分欲搭乘觀光小火車的旅客，都會由京都車站等主要交通樞紐搭乘山陰本線至嵯峨嵐山再行轉車。除此之外，隸屬於京福電氣鐵道的路面電車車站、嵐電嵯峨車站也位於步行距離內，各路線系統間的轉車非常便利。
在小火車嵯峨車站前方，有一個展示了不少19世紀科學技術與藝術創作的展場，命名為「19世紀館」（19th Century Hall），展覽品包含一輛靜態展示的日本國鐵D51型蒸汽機車。